# Comité consultatif de la législation et de la réglementation financières
Le pouvoir réglementaire français, pour les établissements de crédit et, s'il y a lieu, pour les sociétés de financement, est directement exercé par le ministre chargé de l'économie (cf. articles L. 611-1 nouveau et suivants du code monétaire et financier). Il est assisté dans sa tâche par le Comité consultatif de la législation et de la réglementation financière (CCLRF).
Le CCLRF donne un avis sur l’ensemble des projets de textes normatifs à portée générale touchant au domaine bancaire, financier et des assurances, sur saisine du ministre de l'économie, en excluant les textes ayant trait à l'Autorité des marchés financiers (AMF) ou entrant dans les compétences de cette dernière.
Les textes normatifs peuvent prendre la forme de loi, d’ordonnance, de décret, d’arrêté, de règlement européen ou de directive européenne, mais aussi, d'engagements professionnels.
Le CCLRF complète le Comité consultatif du secteur financier, ou CCSF.

## Histoire du CCLRF
Le pouvoir réglementaire du monde bancaire et des assurances était auparavant délégué au Comité de la Réglementation Bancaire et Financière (CRBF) dont les règlements étaient homologués par un arrêté du ministre avant leur entrée en vigueur. Ce Comité de la Réglementation Bancaire et Financière a mis en place en 1997 un règlement central sur les « Conditions d'exercice du contrôle interne des établissements bancaires », le « CRBF 97.02 », qui impose aux banques d'établir un système de contrôle interne. Ce texte constitue le socle actuel du contrôle interne des établissements de crédit et institutions financières.
Parallèlement, l'exercice de la compétence du ministre de l'économie en matière de réglementation des assurances dépendait de l'avis du Conseil national des assurances (CNA). Promulguée au Journal officiel, la loi de sécurité financière n° 2003-706 du 1er août 2003 a réorganisé ce pouvoir réglementaire. Aussi bien dans la banque que dans l'assurance, le pouvoir réglementaire est dorénavant directement exercé par le ministre de l'économie, après avis du CCLRF, qui remplace conséquemment le CRBF et la commission de la réglementation du CNA.

## Compétences et fonctionnement du CCLRF
À la différence du Comité de la réglementation bancaire et financière (CRBF) et du Conseil national des assurances (CNA), le CCLRF dispose d'un champ d'action élargi.

### Les établissements concernés
La compétence du Comité couvre le domaine des établissements de crédit, des prestataires de services d'investissement, des établissements de paiement, des établissements de monnaie électronique et le secteur de l'assurance.

### Les projets de textes soumis à avis
Sont visés tous textes normatifs à portée générale dans le domaine bancaire, financier et des assurances (loi, ordonnance, décret, arrêté, ainsi que règlement européen et directive européenne).

### Fonctionnement
Le Comité est placé sous l'autorité d'un secrétaire général   Frédéric Visnovsky nommé par le ministre chargé de l'économie, il est assisté de secrétaires généraux adjoints. Le secrétariat général s'appuie sur des moyens mis à sa disposition par la Banque de France.

### Composition
Le CCLRF est présidé par le ministre des finances et comprend 17 autres membres : un député, désigné par le président de l'Assemblée nationale ; un sénateur, désigné par le président du Sénat ; un membre du Conseil d'Etat ; le gouverneur de la Banque de France, président de l'Autorité de contrôle prudentiel et de résolution, ainsi qu'un autre membre de l'Autorité qu'il désigne, ;le directeur des affaires civiles et du sceau au ministère de la justice ; le directeur de la sécurité sociale ou son représentant ; trois représentants des établissements de crédit, des sociétés de financement et des entreprises d'investissement ; trois représentants des organismes d'assurance ;un représentant des organisations syndicales représentatives sur le plan national du personnel des secteurs bancaire et de l'assurance, et des entreprises d'investissement ;un représentant des clientèles des établissements de crédit, des sociétés de financement, des entreprises d'assurance et des entreprises d'investissement ; deux personnalités choisies en raison de leur compétence .

## Publications
Le Comité publie chaque année un rapport d'activité ainsi qu'un recueil de textes relatifs à l'exercice des activités bancaires et financières.

## Textes de référence

### CRBF 97-02
Le « règlement n° 97-02 » du 21 février 1997 relatif au contrôle interne des établissements de crédit et des entreprises d'investissement modifié par les arrêtés du 31 mars 2005, du 17 juin 2005, des 20 février et 2 juillet 2007, du 11 septembre 2008, du 14 janvier 2009, du 5 mai 2009, deux arrêtés du 29 octobre 2009, les arrêtés du 3 novembre 2009, du 19 janvier 2010, du 25 août 2010 et par l’arrêté du 13 décembre 2010 s'organise autour des chapitres suivants :
- Principes et définitions
- Le système de contrôle des opérations et des procédures internes
  - Dispositions générales
  - Dispositif de contrôle de la conformité
  - Dispositif de lutte contre le blanchiment des capitaux et le financement du terrorisme (ou contre le blanchiment d'argent)
  - La surveillance des risques par la filière risques
- L'organisation comptable et du traitement de l'information
- Les systèmes de mesure des risques et des résultats
  - La sélection et la mesure des risques de crédit
  - La mesure des risques de marché
  - La mesure du risque de taux d'intérêt global
  - La sélection et la mesure des risques d'intermédiation
  - La mesure du risque de liquidité et de règlement
  - La prise en compte des risques dans la politique de rémunération
- Les systèmes de surveillance et de maîtrise des risques
  - Dispositions générales
  - Conditions applicables en matière d'externalisation, notamment, par des intermédiaires
- Rôle des organes exécutif et délibérant de l'entreprise assujettie et de la Commission bancaire
- Dispositions diverses